# خوان فيسنتي أوجارت ديل بينو
خوان فيسنتي أوجارت ديل بينو (بالإسبانية: Juan Vicente Ugarte del Pino)‏ هو قاضي وقانوني ومحامي بيروفي، ولد في 12 يونيو 1923 في ليما في بيرو، وتوفي بنفس المكان في 6 أكتوبر 2015.